# Rhabditida
Rhabditida zijn een orde van rondwormen (nematoden). Er zijn groepen die vrijlevend zijn en er zijn groepen die als parasiet leven in dieren of in planten.  

## Taxonomie

### WoRMS
De volgende taxa worden bij de orde ingedeeld:
- Onderorde Myolaimina Inglis, 1983
  - Superfamilie Myolaimoidea Andrassy, 1958
    - Familie Myolaimidae Andrássy, 1958
- Onderorde Rhabditina Chitwood, 1933
  - Infraorde Bunonematomorpha De Ley & Blaxter, 2002
    - Superfamilie Bunonematoidea Micoletzky, 1922
      - Familie Bunonematidae Micoletzky, 1922
      - Familie Pterygorhabditidae Goodey, 1963

  - Infraorde Diplogasteromorpha De Ley & Blaxter, 2002
    - Superfamilie Diplogasteroidea Micoletzky, 1922
      - Familie Diplogastridae Micoletzky, 1922
        - = Cephalobiidae Filipjev, 1934
        - = Diplogasteridae Micoletzky, 1922
        - = Diplogasteroididae Filipjev & Schuurmans Stekhoven, 1941
        - = Mehdinematidae Farooqui, 1967
        - = Neodiplogasteridae Paramonov, 1952
        - = Neodiplogastridae Paramonov, 1952
        - = Pseudodiplogasteroididae Körner, 1954
        - = Tylopharyngidae Filipjev, 1934

    - Superfamilie Odontopharyngoidea Micoletzky, 1922
      - Familie Odontopharyngidae Micoletzky, 1922

  - Infraorde Rhabditomorpha De Ley & Blaxter, 2002
    - Superfamilie Mesorhabditoidea Andrassy, 1976
      - Familie Mesorhabditidae Andrassy, 1976
      - Familie Peloderidae Andrássy, 1976

    - Superfamilie Rhabditoidea Örley, 1880
      - Familie Diploscapteridae Micoletzky, 1922
      - Familie Protorhabditidae Dougherty, 1955
      - Familie Rhabditidae Örley, 1880

    - Superfamilie Strongyloidea Baird, 1853
      - Familie Ancylostomatidae Looss, 1905
      - Familie Diaphanocephalidae Travassos, 1920
      - Familie Heligmosomidae Cram, 1927
      - Familie Heterorhabditidae Poinar, 1976
      - Familie Moleinidae Durette-Desset & Chabaud, 1977
      - Familie Strongylidae Baird, 1853
      - Familie Trichostrongylidae Leiper, 1912

    - Superfamilie incertae sedis
      - Familie Agfidae Dougherty, 1955
      - Familie Carabonematidae Stammer & Wachek, 1952
- Onderorde Spirurina
  - Infraorde Ascaridomorpha De Ley & Blaxter, 2002
  - Infraorde Gnathostomatomorpha
  - Infraorde Oxyuridomorpha
  - Infraorde Rhigonematomorpha
  - Infraorde Spiruromorpha
  - Infraorde incertae sedis
    - Superfamilie Dracunculoidea Stiles, 1907
      - Familie Anguillicolidae Yamaguti, 1935
      - Familie Daniconematidae Moravec & Køie, 1987
      - Familie Dracunculidae Stiles, 1907
      - Familie Guyanemidae Petter, 1975
      - Familie Micropleuridae Baylis & Daubney, 1926
      - Familie Philometridae Baylis & Daubney, 1926
      - Familie Skrjabillanidae Shigin & Shigina, 1958
- Onderorde Tylenchina
  - Infraorde Cephalobomorpha
    - Superfamilie Cephaloboidea Filipjev, 1934
      - Familie Alirhabditidae Suryawanshi, 1971
      - Familie Bicirronematidae Andrássy, 1978
      - Familie Cephalobidae Filipjev, 1934
      - Familie Daubayliidae Chitwood & Chitwood, 1934
      - Familie Elaphonematidae Heyns, 1962
      - Familie Osstellidae Heyns, 1962

  - Infraorde Drilonematomorpha
  - Infraorde Tylenchomorpha
    - Superfamilie Anguinoidea Nicoll, 1935
    - Superfamilie Aphelenchoidea Fuchs, 1937
      - Familie Aphelenchidae Fuchs, 1937
      - Familie Aphelenchoididae Skarbilovich, 1947
      - Familie Paraphelenchidae Goodey, 1951

    - Superfamilie Criconematoidea Taylor, 1936
      - Familie Criconematidae Taylor, 1936
      - Familie Hemicycliophoridae Skarbilovich, 1959
      - Familie Tylenchulidae Skarbilovich, 1947

    - Superfamilie Myenchoidea Pereira, 1931
      - Familie Myenchidae Pereira, 1931

    - Superfamilie Sphaerularioidea Lubbock, 1861
      - Familie Allantonematidae
      - Familie Anguinidae Nicoll, 1935
      - Familie Iotonchidae Goodey, 1935
      - Familie Neotylenchidae Thorne, 1941
      - Familie Sphaerulariidae Lubbock, 1861

    - Superfamilie Tylenchoidea Örley, 1880
      - Familie Belonolaimidae Whitehead, 1959
      - Familie Dolichodoridae Chitwood, 1950
      - Familie Heteroderidae Filipjev & Schuurmans Stekhoven, 1941
      - Familie Hoplolaimidae Filipjev, 1934
      - Familie Meloidogynidae Skarbilovich, 1959
      - Familie Pratylenchidae Thorne, 1949
      - Familie Psilenchidae Paramonov, 1967
      - Familie Tylenchidae Örley, 1880
      - Familie Tylenchoidea incertae sedis
- Onderorde incertae sedis
  - Familie Chambersiellidae Thorne, 1937
  - Familie Teratocephalidae Andrássy, 1958

#### Synoniemen
- Phlyctainophoridae Roman, 1965 => Phlyctainophorinae Roman, 1965

### Catalogue of Life
De Catalogue of Life onderscheidt 19 families  en is gebaseerd op Blaxter et al. (1998). Over deze indeling is geen consensus.
- Familie Agfidae
- Familie Alirhabditidae
- Familie Alloionematidae
- Familie Brevibuccidae
- Familie Bunonematidae
- Familie Cephalobidae
- Familie Elaphonematidae
- Familie Heterohabditidae
- Familie Heterorhabditidae
- Familie Odontorhabditidae
- Familie Panagrolaimidae
- Familie Pangrolaimidae
- Familie Pterygorhabditidae
- Familie Rhabdiasidae
- Familie Rhabditidae
- Familie Robertiidae
- Familie Steinernematidae
- Familie Strongyloididae (draadwormen, veroorzaker van strongyloïdiasis)
- Familie Syrphonematidae